# Miss Universo 2021
Miss Universo 2021 foi a 70ª edição do certame Miss Universo, realizado em 12 de dezembro de 2021 na Universe Arena em Eilat, Israel. Ao final do evento, Andrea Meza, do México, coroou Harnaaz Sandhu, da Índia, como sua sucessora.
A competição contou com o retorno de Steve Harvey como apresentador e da Fox como TV transmissora.

## Antecedentes

### Busca por uma sede
Ainda em 2020, representantes da MUO estiveram na Costa Rica conversando com autoridades para saber sobre a possibilidade do país ser a sede do concurso. Por fim, àquela época, o país recusou a oferta por não ter dinheiro para investir no evento, tendo porém a MUO dito que teria os patrocinadores. Em março de 2021, um representante da MUO viajou novamente ao país para continuar as negociações.
No entanto, em 20 de julho de 2021, a MUO confirmou que a competição seria realizada em Eilat, Israel, em dezembro de 2021, e que Steve Harvey voltaria a apresentar a edição de 2021, marcando a sexta vez que o artista comandaria a competição no palco, depois de perder a edição anterior. No dia 27 de outubro, a competição foi confirmada para o dia 12 de dezembro na Universe Arena, uma arena personalizada importada de Portugal para Eilat.

### Pandemia de covid-19
A exemplo da edição anterior, a MUO autorizou os países que não pudessem realizar concursos presenciais devido às medidas de distanciamento social a indicar uma candidata.
No dia 26 de novembro, em meio à vacinação já avançada, com 62% da população totalmente imunizada em Israel, 57% na Europa e na América do Sul (ver dados aqui), a OMS declarou a descoberta de uma nova variante do Sars-Cov-2, a Ômicron, o que fez Israel fechar as fronteiras com diversos países, com uma regra de exceção que incluía as candidatas, que, no entanto, teriam que ter um teste negativo na chegada, ficar em quarentena durante três dias e fazer outro teste que teria que dar negativo novamente. Àquela data, diversas concorrentes já estavam rumo ou tinham chegado à Israel, incluindo a francesa Clémence Botino, que no dia 29 confirmou que havia testado positivo para covid-19. Com isto, ela foi obrigada a ficar em quarentena durante 10 dias e houve a suspeita de que ela pudesse ter infectado outras concorrentes com quem tinha posado para fotos, incluindo as da Albânia, México e Nicarágua, o que não se confirmou. No dia 08 de dezembro, dois dias antes da competição preliminar, Botino testou negativo após a quarentena e foi liberada.  

### Miss Emirados Árabes
A edição teria a participação de uma concorrente dos Emirados Árabes Unidos pela primeira vez, mas no dia em que a final seria realizada, em 07 de novembro, foi divulgado que havia problemas de "limitação de tempo". Maiores detalhes não foram revelados, mas os fãs do concurso acreditam que o concurso foi proibido pelas autoridades muçulmanas locais. 

### Miss Bahrein
No dia 30 de novembro, inesperadamente, a imprensa divulgou que haveria uma concorrente de Bahrein pela primeira vez na história do concurso. Ela, chamada Manar Nadeem Deyani, tinha apenas 1,55m de altura e disse à imprensa: "eu posso ser a candidata mais baixa na história da Miss Universo, mas me posiciono como representante de um país de amor, paz e bondade".

### Troca de franqueados
No dia 5 de outubro, o Star GS Hellas anunciou que se tornara o novo parceiro da MUO na Grécia, após o Star Hellas perder a franquia depois de 60 anos. Inicialmente, Rafaela Plastira, Star Hellas 2019, havia dito que representaria o país no Miss Universo 2021, mas isto nunca havia sido confirmado pelo Star Hellas.

### Votações
No dia 09 de novembro, as votações populares foram abertas, com a divulgação de fotos de cerca de 55 candidatas, mas com a previsão de participação de 80 países.

### Favoritas
No dia 12, pouco antes da final, o portal da revista Hola, versão dos Estados Unidos, divulgou uma lista de 12 favoritas, com base em outras diversas listas feitas. Eram elas: Paraguai, Espanha, Brasil, Estados Unidos, África do Sul, Chile, Colômbia, Portugal, Venezuela, Índia, Bélgica e Vietnã. 

## Resultados

### Resultados finais
| Colocação               | Candidata |
| ----------------------- | --- |
| Miss Universo 2021      | - Índia - Harnaaz Sandhu |
| 2.ª colocada            | - Paraguai - Nadia Ferreira |
| 3.ª colocada            | - África do Sul - Lalela Mswane |
| (TOP 05) Finalistas     | - Colômbia - Valeria Ayos - Filipinas - Beatrice Gomez |
| (TOP 10) Semifinalistas | - Aruba - Thessaly Zimmerman - Bahamas - Chantel O'Brian - Estados Unidos - Elle Smith - França - Clémence Botino - Porto Rico - Michelle Colón                                               |
| (TOP 16) Semifinalistas | - Japão - Juri Watanabe - Panamá - Brenda Smith Lezama - Reino Unido - Emma Rose Collingridge - Singapura - Nandita Banna - Venezuela - Luiseth Materán - Vietname - Nguyễn Huỳnh Kim Duyên § |

### Prêmios especiais
| Colocação                   | Candidata                   |
| --------------------------- | --------------------------- |
| Melhor Traje Típico         | Nigéria - Maristella Okpala |
| Prêmio Espírito do Carnaval | Bahamas - Chantel O'Brian   |
| Prêmio Impacto Social       | Chile -Antonia Figueroa     |

## Candidatas
Em 10 de novembro de 2021, 80 candidatas foram confirmadas:
| País/Território          | Candidata                   | Idade | Cidade de origem   | Referências/Notas |
| ------------------------ | --------------------------- | ----- | ------------------ | --- |
| África do Sul            | Lalela Mswane               | 24    | Richards Bay       | Eleita durante concurso tradicional. |
| Albânia                  | Ina Dajci                   | 27    | Tirana             | Eleita durante concurso tradicional. |
| Alemanha                 | Hannah Seifer               | 19    | Düsseldorf         | Seifer foi nomeada a nova Miss Universo Alemanha 2021. Ela é descendente de alemães-colombianos. |
| Argentina                | Julieta García              | 22    | Bahía Blanca       | Eleita durante concurso tradicional. Ela ficou em 2º lugar no Miss Universo Argentina 2019. |
| Armênia                  | Nane Avetisyan              | 24    | Yerevan            | Eleita durante concurso tradicional. |
| Aruba                    | Thessaly Zimmerman          | 27    | Oranjestad         | Eleita durante concurso tradicional. |
| Austrália                | Daria Varlamova             | 26    | Melbourne          | Eleita durante concurso tradicional. |
| Bahamas                  | Chantel O'Brian             | 27    | Nassau             | Eleita durante concurso tradicional. |
| Bahrein                  | Manar Nadeem Deyan          | 25    | Rifa               | Eleita durante concurso tradicional. |
| Bélgica                  | Kedist Deltour              | 23    | Nazareth           | Eleita durante concurso tradicional. |
| Bolívia                  | Nahemi Uequin               | 20    | Santa Cruz         | Eleita durante concurso tradicional. |
| Brasil                   | Teresa Santos               | 23    | Maranguape         | Eleita durante concurso tradicional. |
| Bulgária                 | Elena Danova                | 21    | Kričim             | Eleita durante concurso tradicional. |
| Camarões                 | Akomo Minkata               | 27    | Iaundé             | Minkata designada como Miss Universo Camarões 2021. Anteriormente, vencedora do Miss Mundo Camarões em 2017. |
| Camboja                  | Ngin Marady                 | 22    | Phnom Penh         | Eleita durante concurso tradicional. |
| Canadá                   | Tamara Jemuovic             | 27    | Toronto            | Indicado pela organização em seu país; era a vice-Miss Canadá 2020. |
| Cazaquistão              | Aziza Tokashova             | 27    | Almaty             | Tokashova foi designada como Miss Universo Cazaquistão 2021. Anteriormente, vencedora do Miss Intercontinental Cazaquistão em 2018. |
| Chile                    | Antonia Figueroa            | 26    | La Serena          | Eleita durante concurso tradicional. |
| China                    | Shi Yin Yang                | 20    | Pequim             | Eleita durante concurso tradicional. |
| Colômbia                 | Valeria Ayos                | 27    | Cartagena          | Eleita durante concurso tradicional. |
| Coreia do Sul            | Jisu Kim                    | 23    | Seul               | Eleita durante concurso tradicional. |
| Costa Rica               | Valeria Rees                | 27    | Heredia            | Indicada pela organização; era a vice-Miss Costa Rica 2020 |
| Croácia                  | Ora Antonia Ivanišević      | 21    | Dubrovnik          | Eleita durante concurso tradicional. |
| Curaçau                  | Shariëngela Cijntje         | 27    | Willemstad         | Eleita durante concurso tradicional. |
| Dinamarca                | Sara Langtved               | 26    | Copenhaga          | Langtved foi designado como Miss Universo Dinamarca 2021. Anteriormente, vencedora do concurso Miss Terra Dinamarca 2019. |
| El Salvador              | Alejandra Gavidia           | 26    | San Salvador       | Eleita durante concurso tradicional. |
| Equador                  | Susy Sacoto                 | 24    | Portoviejo         | Eleita durante concurso tradicional. |
| Eslováquia               | Veronica Ščepánková         | 26    | Bratislava         | Ščepánková designada Miss Universo Eslováquia 2021. Ela foi candidata ao Miss Universo Eslováquia em 2018. |
| Espanha                  | Sarah Loinaz                | 23    | San Sebastián      | Eleita durante concurso tradicional. |
| Estados Unidos           | Elle Smith                  | 23    | Germantown         | Eleita durante concurso tradicional. |
| Filipinas                | Beatrice Gomez              | 26    | Cebu City          | Eleita durante concurso tradicional. |
| Finlândia                | Essi Unkuri                 | 23    | Vaasa              | Eleita durante concurso tradicional. |
| França                   | Clémence Botino             | 24    | Guadalupe          | Eleita no final de 2019, ela postergou sua participação para que sua substituta Amandine Petit pudesse estar no Miss França em dezembro de 2021; |
| Gana                     | Silvia Naa Morkor Commodore | 27    | Acra               | Eleita durante concurso tradicional. A Commodore foi anteriormente vencedora do Miss Earth Gana 2015 e do Miss Intercontinental Gana 2016. |
| Grécia                   | Sophia Arapogianni Evies    | 22    | Ítaca              | Rafaela Plastira decidiu não participar do Miss Universo este ano devido a um ano local, considerando que não é ético subir ao palco durante os confrontos entre israelenses e palestinos; Rafaela planeja competir em 2022, 82 com a organização grega que decidiu nomear Katerina Kouvoutsaki como representante desta edição. No entanto, Katerina enfrentou um problema médico e novamente a organização nomeou Sophia Arapogianni Evies para competir. |
| Guatemala                | Dannia Guevara              | 24    | Ayutla             | Eleita durante concurso tradicional. Ela já havia sido premiada como Miss Grand Guatemala em 2019. |
| Guiné Equatorial         | Chelsea Martina Mituy       | 19    | Ebibeyin           | Eleita durante concurso tradicional. |
| Haiti                    | Pascale Bélony              | 28    | Cabo Haitiano      | Eleita durante concurso tradicional. Bélony foi anteriormente a vencedora do concurso Miss Supranational Haiti 2021. |
| Honduras                 | Rose Meléndez               | 27    | Limón              | Eleita durante concurso tradicional. |
| Hungria                  | Jázmin Viktória Elizabeth   | 20    | Budapeste          | Eleita durante concurso tradicional. |
| Ilhas Caimã              | Georgina Kerford            | 19    | George Town        | Eleita durante concurso tradicional. |
| Ilhas Virgens Britânicas | Xaria Penn                  | 18    | Road Town          | Eleita durante concurso tradicional. |
| Índia                    | Harnaaz Sandhu              | 21    | Chandigarh         | Eleita durante concurso tradicional. |
| Irlanda                  | Katharine Walker            | 27    | Belfast            | Walker foi designada como Miss Universo Irlanda 2021. Anteriormente, a vencedora do Miss Northern Ireland 2018 e representou a Irlanda do Norte no Miss Mundo 2018, ela terminou como Top 30 semifinais. |
| Islândia                 | Elísa Gróa Steinþórsdóttir  | 27    | Garðabær           | Eleita durante concurso tradicional. |
| Israel                   | Noa Cochva                  | 22    | Bnei Atarot        | Eleita durante concurso tradicional. |
| Itália                   | Caterina Di Fuccia          | 23    | Marcianise         | Eleita durante concurso tradicional. |
| Jamaica                  | Daena Soares                | 22    | Saint Elizabeth    | Eleita durante concurso tradicional. |
| Japão                    | Juri Watanabe               | 25    | Tokyo              | Eleita durante concurso tradicional. Ela foi anteriormente como Miss Ásia EUA em 2016. |
| Kosovo                   | Tuti Sejdiu                 | 19    | Gjilan             | Eleita durante concurso tradicional. |
| Laos                     | Tonkham Phonchanhueang      | 26    | Vientiane          | Eleita durante concurso tradicional. Anteriormente a vencedora do concurso Miss Mundo Laos em 2017. |
| Malta                    | Jade Cini                   | 26    | Valeta             | Eleita durante concurso tradicional. |
| Marrocos                 | Kawtar Benhalima            | 22    | Casablanca         | Benhalima ficou em 2º lugar no concurso Miss Universo Marrocos 2021 no dia 6 de novembro, assumindo o título. Apenas 4 dias após a conquista do título, Fatima-Zahra Khayat teve de renunciar ao título de Miss Universo Marrocos 2021 após sofrer um acidente. |
| Ilhas Maurícias          | Anne Murielle Ravina        | 26    | Rodrigues          | Ex-Miss Mundo da Maurícia 2018 e as 12 melhores semifinalistas de Miss Mundo 2018. |
| México                   | Débora Hallal               | 24    | Sinaloa            | Indicada pela organização de seu país; foi vice-Miss México 2019, tendo ficado atrás apenas de Andrea Meza, vencedora da competição de 2020. |
| Namíbia                  | Chelsi Shikongo             | 23    | Walvis Bay         | Indicada pela organização nacional. |
| Nepal                    | Sujita Basnet               | 28    | Kathmandu          | Eleita durante concurso tradicional. |
| Nicarágua                | Allison Wassmer             | 26    | Managua            | Eleita durante concurso tradicional. |
| Nigéria                  | Maristella Okpala           | 27    | Anambra            | Eleita durante concurso tradicional e anteriormente foi Miss Terra Nigéria em 2018. |
| Noruega                  | Nora Emilie Nakken          | 23    | Trondheim          | Eleita durante concurso tradicional. |
| Países Baixos            | Julia Sinning               | 25    | Amsterdam          | Eleita durante concurso tradicional. |
| Panamá                   | Brenda Smith Lezama         | 27    | Cidade do Panamá   | Eleita durante concurso tradicional. |
| Paraguai                 | Nadia Ferreira              | 22    | Vila Rica          | Ferreira foi nomeada Miss Universo Paraguai 2021. Ela foi anteriormente coroada Miss Teen Universe Paraguai 2014. |
| Peru                     | Yely Rivera                 | 26    | Arequipa           | Eleita durante concurso tradicional. |
| Polónia                  | Agata Wdowiak               | 25    | Łódź               | Eleita durante concurso tradicional. |
| Porto Rico               | Michelle Colón              | 21    | Loíza              | Eleita durante concurso tradicional. |
| Portugal                 | Oricia Domínguez            | 27    | Lisboa             | Eleita durante concurso tradicional. |
| Quênia                   | Roshanara Ebrahim           | 28    | Nairóbi            | Eleita durante concurso tradicional. |
| Reino Unido              | Emma Rose Collingridge      | 23    | Suffolk            | Eleita durante concurso tradicional. |
| República Tcheca         | Karolína Kokešová           | 25    | Praga              | Kokešová designada Miss Universo República Tcheca 2021. Anteriormente, vencedora do Miss Global em 2019. |
| República Dominicana     | Debbie Áflalo               | 27    | Azua de Compostela | Ela foi substituída pelo 2º lugar. Andreina Martínez não poderá participar desta edição porque apresentou resultado positivo para COVID-19. |
| Roménia                  | Carmina Olimpia Coftas      | 20    | Cluj-Napoca        | Eleita durante concurso tradicional. |
| Rússia                   | Ralina Arabova              | 22    | Cazã               | Arabova foi designada como Miss Universo Rússia 2021. Em 13 de abril de 2019, Arabov representou o Tartaristão no Miss Rússia 2019 e competiu contra 49 outras candidatss no Barvikha Luxury Village em Moscou, Rússia. Ela ficou em 3º lugar para Alina Sanko, que se tornou Miss Universo Rússia 2020. |
| Singapura                | Nandita Banna               | 21    | Singapura          | Eleita durante concurso tradicional. |
| Suécia                   | Moa Sandberg                | 26    | Estocolmo          | Eleita durante concurso tradicional. Anteriormente a vencedora do concurso Miss Internacional Suécia em 2014. |
| Tailândia                | Anchilee Scott-Kemmis       | 22    | Chachoengsao       | Eleita durante concurso tradicional. |
| Turquia                  | Cemrenaz Turhan             | 23    | Istambul           | Eleita durante concurso tradicional. |
| Ucrânia                  | Anna Neplyakh               | 27    | Dnipro             | Eleita durante concurso tradicional. |
| Venezuela                | Luiseth Materán             | 25    | Los Teques         | Indicada pela organização de seu país; esteve entre as 5 finalistas do Miss Venezuela 2020. |
| Vietname                 | Nguyễn Huỳnh Kim Duyên      | 25    | Cần Thơ            | Eleita durante concurso tradicional. |

### Curiosidades sobre as candidatas
- Grécia: Katerina Kouvoutsaki, Miss Star GS Hellas 2021, substituiu Rafaela Plastira, Star Hellas 2019, após esta última organização perder a franquia;[11]
- Marrocos: Kawtar Benhalima, vice-Miss Marrocos, substituiu Fatima-Zahra Khayat, que havia machucado o pé e foi impedida de viajar.[93]